# Przełęcz nad Błotnicą
Przełęcz nad Błotnicą – przełęcz na wysokości 292 m n.p.m. w południowo-zachodniej Polsce, we Wzgórzach Dobrzenieckich w Sudetach.
Przełęcz położona jest w północno-wschodniej części Wzgórz Dobrzenieckich około 0,7 km na zachód od miejscowości Błotnica.
Przełęcz stanowi wyraźne rozległe obniżenie, płytko wcinające się w północną część grzbietu Wzgórz Dobrzenieckich o symetrycznych i łagodnie nachylonych skrzydłach oraz podejściach. Oś przełęczy przebiega równoleżnikowo. Przełęcz oddziela wzniesienie Kamieńczyk od bezimiennego wzniesienia o kocie 341 m n.p.m., położonego po północno-wschodniej stronie przełęczy. Najbliższe otoczenie przełęczy od strony wschodniej w większości zajmują rozległe łąki, pola uprawne i nieużytki, zachodnią część przełęczy porasta las. W dolnej części przełęczy po wschodniej stronie położona jest miejscowość Błotnica, a po zachodniej stronie miejscowości Piotrków i Piotrówek. Z przełęczy roztacza się panorama na okoliczne wzgórza. Na przełęczy usytuowany jest węzeł szlaków i szlakowskaz.

## Historia
W przeszłości bliskie otoczenie przełęczy było zalesione.

## Szlaki komunikacyjne
Przez przełęcz prowadzi droga lokalna prowadząca z Błotnicy przez Piotrków do drogi Niemcza – Mikoszów

## Turystyka
- Rejon przełęczy stanowi punkt widokowy, z którego roztacza się panorama na pobliskie wzgórza.
- żółty – fragment szlaku prowadzący ze Szklar przez Bielawę doPrzełęczy Puchacza.
- niebieski – koniec szlaku prowadzącego z Piławy Górnej na przełęcz.
- Na przełęczy znajduje się węzeł szlaków turystycznych i szlakowskaz.